# Ніссін (Айті)

Нішші́н (яп. 日進市, にっしんし, МФА: [niɕ̚.ɕiɴ ɕi̥]?) — місто в Японії, в префектурі Айті. Розташоване в центральній частині префектури, на сході рівнини Міно-Оварі.   Виникло на основі сільських поселень раннього нового часу. Назване на честь крейсера «Ніссін», який брав участь у російсько-японській війні 1904–1905 років. Отримало статус міста 1994 року. Площа становить 34,90 км². Станом на 1 серпня 2011 року населення складало 85 438  осіб, густота населення — 2450 осіб/км².  Основою економіки є садівництво, харчова промисловість, металургія, автомобілебудування, комерція.   Відіграє роль спального району Наґої.